# Хемминг, Ингрид Фудзико
Ингрид Фудзико Хемминг (яп. フジ子・ヘミング фудзико хэмингу) — японская пианистка.

## Биография
Фудзико Хемминг родилась в Германии, но получила образование в Японии, в Токийском государственном университете изящных искусств и музыки. Игре на фортепиано её в детстве научила мать, японская пианистка Тоако Оцуки. Фудзико Хемминг дала свой первый концерт в возрасте 17 лет, а затем выиграла призы на нескольких престижных соревнованиях, например, на музыкальном конкурсе Майнити. Она выступала в Японии, Швеции, Германии, Австрии и других странах Европы. Во время концерта в Вене в 1971 году Фудзико Хемминг из-за высокой температуры потеряла слух, затем некоторое время жила и лечилась в Стокгольме, преподавала музыку в Германии. После смерти матери в 1995 году вернулась в Японию, где давала небольшие частные концерты. В 1999 году был снят документальный фильм, посвященный жизни Фудзико Хемминг. С тех пор она выпустила более 20 дисков с музыкой, четыре из которых стали «золотыми».
После того, как Фудзико Хемминг несколько лет не выступала с концертами и была обычным учителем музыки в Германии, она вернулась в Японию, где был снят документальный фильм, посвященный её жизни. Фильм вызвал сенсацию, стал очень популярен и, в свою очередь, принес популярность Фудзико Хемминг. С тех пор она начала выпускать музыкальные альбомы.
Дебютный альбом La Campanella (яп. ラ カンパネッラ, итал. колокольчик) был выпущен 25 августа 1999 года под лейблом Victor Entertainment и разошёлся тиражом 360 тыс. копий, что весьма необычно для дисков с классической музыкой. Там она исполняет музыку Листа и Шопена. Этот альбом, а также альбом «Ноктюрны Шопена» получили японскую премию «Золотой диск» в 2000 и 2001 годах.
В июне 2001 года Фудзико Хемминг выступила в Карнеги-холл, следом появился альбом «Live at Carnegie Hall 2001» (яп. カーネギー ホール ライヴ　フジ子 ヘミング) (концертная запись). Кроме того, в 2005 году она была приглашена Московским филармоническим оркестром (под руководством Юрия Симонова), а 1 января 2003 года вышел альбом «FH &The Moscow Philharmonic Orchestra».
Умерла 21 апреля 2024 года от рака поджелудочной железы в возрасте 92 лет.

## Избранная дискография
- La Campanella — 25 августа 1999 г.
- Echoes of Eternity — 5 апреля 2000 г.
- Fujiko Hemming 2000 — 23 августа 2000 г.
- Piano Concerto No.1 — 4 апреля 2001 г.
- Piano — 5 февраля 2003 г.
- TOROIKA — 21 мая 2003 г.
- La Campanella 2003 — 14 ноября 2003 г.
- AMADARE — 26 ноября 2003 г.
- Chopin Recital — 21 августа 2004 г.
- Für Elise — 21 ноября 2004 г.
- Cantabile — 18 марта 2005 г.
- Fuzjko In Paris — 31 октября 2007 г.